# Miniopterus blepotis
Miniopterus blepotis — вид довгокрилів (Miniopterus), що проживає в таких країнах: Таїланд, Камбоджа, В'єтнам, Малайзія, Індонезія, Бруней, Східний Тимор, Папуа-Нова Гвінея, Соломонові острови.

## Таксономічні примітки
Відділено від M. schreibersii.